# Le Quai des brumes (roman)
Pour les articles homonymes, voir Le Quai des brumes.
Le Quai des brumes est un roman de Pierre Mac Orlan, publié en 1927 aux éditions Gallimard.

## Résumé
Un soir d'hiver aux environs de l'année 1910 à Paris. Jean Rabe, jeune homme désœuvré et désargenté, erre dans les rues enneigées. Il finit par se rendre au Lapin Agile, dont il est un habitué, et où il est reçu par Frédéric, le tenancier, qui lui offre à boire. Les deux hommes sont rejoints par Michel Kraus, un jeune peintre allemand dont les tableaux, explique-t-il à Rabe, ont comme vertu singulière de révéler les crimes commis dans les paysages qui ont servi de modèle pour leur composition. Devenu une sorte de « peintre de police », et salarié comme tel, il a quitté l'Allemagne pour fuir ce destin.

Entre ensuite un soldat de l'armée coloniale qui s'installe avec eux et entreprend de leur raconter comment il a acquis un savoir quasi-scientifique du « cafard », cette tristesse lancinante familière aux soldats. Enfin, Nelly, une jeune « fille de dancing », les rejoint au Lapin Agile. En revanche, Frédéric refuse d'ouvrir la porte à une bande de voyous, visiblement à la recherche de quelqu'un. Une fusillade éclate, puis les rôdeurs s'enfuient. c'est alors que les occupants du Lapin Agile se rendent compte de la présence d'un homme caché à l'extérieur du café, qui était semble-t-il celui que recherchait la bande. Il ne donne pas d'explications claires sur la raison pour laquelle il était poursuivi et se lance dans un discours sur la valeur sentimentale du sang (il est boucher).

Au lever du jour, le petit groupe se sépare et le récit suit successivement chacun d'eux.
On comprend peu à peu que le boucher, Zabel, est en fait un assassin qui a tué un de ses amis afin de lui voler l'héritage qu'il venait de faire, et que la viande qu'il sert à ses clients est peut-être préparée à partir du cadavre de sa victime.

Le soldat avait entrepris de déserter. Après avoir changé d'identité, il se retrouve bientôt dans une situation misérable, réduit à coucher sous les ponts de Paris. Quelque temps plus tard, en désespoir de cause, il s'engage dans la Légion étrangère sous sa fausse identité.

Le lendemain de la nuit mouvementée du Lapin Agile, le peintre Michel Kraus, une fois rentré chez lui, déchire ses toiles, brise ses pinceaux, et se pend.

Jean Rabe et Nelly ont une très brève liaison, puis Jean quitte Paris pour Rouen, où il espère gagner un peu d'argent. Nelly se lance dans la prostitution. Elle apprend que Zabel le boucher a été arrêté. Il est par la suite condamné à mort et guillotiné.
Trois ans plus tard. Nelly est devenue une reine de la rue. Jean Rabe, toujours aussi désargenté, est mobilisé. Il se rend à la caserne de Toul. Le lendemain de son incorporation, lors d'un entraînement, il tente d'abattre un officier. Il est tué dans la fusillade qui s'ensuit. Sa dernière pensée va à son chien, qu'il a confié à une voisine.
Fin 1919. Nelly règne sur les nuits de Paris. Elle repense parfois avec mélancolie à la fusillade du Lapin Agile, et au destin du petit groupe qui s'était provisoirement agrégé cette nuit-là. Elle a recueilli le chien de Jean Rabe.

## L'ancrage référentiel

### Montmartre et Le Lapin agile
Les hauts de Montmartre, au début du XXe siècle, étaient largement en friche, entrecoupés de terrains vagues fréquentés par les Apaches (nom que l'on donnait alors aux jeunes rôdeurs délinquants de Paris), et de vergers dont les pommiers abritaient plus de bandits que de pommes, écrivit un jour Mac Orlan. Le cabaret du Lapin Agile, où est située la première partie de l'action du Quai des brumes, est un cabaret réel, effectivement situé sur la Butte Montmartre, et dont Frédéric Gérard, dit « Frédéric, » était le patron dans les années 1910. Pierre Mac Orlan en était un habitué, à cette époque où il « vivait des besognes littéraires les plus décourageantes, composait des chansons qu'il vendait, faubourg Saint-Antoine, au prix des paroliers et dessinait dans de très vagues journaux».
Une population mêlée fréquentait le Lapin Agile, les « clients ordinaires » voisinaient avec des « petites filles, des rôdeurs qui chérissaient la poésie », des artistes en attente de reconnaissance (dont Francis Carco, Pablo Picasso, Gaston Couté, Max Jacob, et beaucoup d'autres). « Frédé » avait tenté, au moment où il avait repris ce cabaret, en 1904, de nettoyer la clientèle de ses éléments les plus louches, ce qui contribuait à créer une ambiance parfois tendue, et « il arriva même, certaines nuits, que des coups de revolver fussent tirés à travers les carreaux », par certains de « ces Messieurs dont Frédé n'aimait pas la présence chez lui ».
La fusillade dont il est question dans le roman aurait toutefois eu pour cadre, selon André Salmon, non pas le Lapin Agile, mais un autre cabaret dont Frédéric Gérard avait été le propriétaire : Le Zut.
C'est ce cabaret de Montmartre qui donne d'ailleurs son titre au roman : Max Jacob avait en effet surnommé Frédéric Gérard le « Tavernier du Quai des Brumes » dans un poème qu'il avait écrit sur le livre d'or de l'établissement.

### Réminiscences biographiques
Reconnaissant la dimension partiellement autobiographique de son roman, Mac Orlan en a révélé quelques clés dans un entretien donné en 1968 : il y expliquait que Jean Rabe était une transposition de lui-même « quand [il] traînassai[t] dans Montmartre » et qu'il était dans « la mouise ». Certains renseignements biographiques donnés à propos de Jean Rabe recoupent ainsi ce qu'on sait de la vie de Mac Orlan, comme son expérience de correcteur d'imprimerie à Rouen, la femme de lettres qui l'avait employé comme secrétaire et qu'il avait accompagnée à Palerme, ou encore son incorporation au 156e Régiment d'infanterie pour y faire son service militaire.
Frédéric, le patron du Lapin Agile, est évidemment Frédéric Gérard. Selon André Salmon, le personnage du peintre Michel Kraus a été inspiré à Mac Orlan par un jeune Allemand du nom de Wiegels, qui s'est suicidé en 1907 dans les mêmes circonstances que le personnage du roman. Quant à Zabel, le boucher assassin, Mac Orlan a expliqué qu'il lui avait été inspiré par le personnage d'Albert Soleilland, qui avait violé et assassiné une petite fille en 1907. Enfin, Marcel Lannois, le soldat déserteur, « c'est mon frère Jean », indique Mac Orlan dans le même entretien.
Seule Nelly, la jeune fille du roman, n'a pas été inspirée à son auteur par un personnage précis : « c'était une fille interchangeable, explique Francis Lacassin, comme on en rencontrait beaucoup entre les dancings et les ateliers de peintre. »

## Un reflet de l'inquiétude européenne
Dans un prière d'insérer rédigé pour la première édition du roman en 1927, Mac Orlan indique que Le Quai des brumes doit être lu comme étant le premier d'une trilogie comprenant également La Cavalière Elsa (1921) et La Vénus internationale (1923). Il indique avoir ainsi tenté, « sous diverses formes, [...] de refléter l'inquiétude européenne de 1910 jusqu'à nos jours. » De ce point de vue, Le Quai des brumes appartient à l'esthétique du fantastique social, nom par lequel Mac Orlan désigne l'ensemble des manifestations de la dimension inquiétante de l'existence moderne.

## L'adaptation cinématographique
Marcel Carné, qui admirait Mac Orlan et qui avait en particulier beaucoup aimé Le Quai des brumes, a entrepris de l'adapter pour le cinéma, avec Le Quai des brumes, sorti en salles en 1938. Jacques Prévert a écrit le scénario et conçu les dialogues du film. Ils se sont notablement éloignés de l'œuvre originale (par exemple en déplaçant le lieu de l'action au Havre) mais, loin de leur en vouloir, Pierre Mac Orlan a écrit à quel point il avait été touché par l'adaptation de Carné et Prévert et leur a exprimé sa « gratitude profonde » pour leur travail.